# Dolînivka, Skole
Dolînivka (în ucraineană Долинівка, în germană Felizienthal) este un sat în comuna Smoje din raionul Skole, regiunea Liov, Ucraina. Satul a fost locuit de germanii galițieni.

## Demografie
Componența lingvistică a localității Dolînivka
     Ucraineană (99,68%)
     Alte limbi (0,32%)
Conform recensământului din 2001, majoritatea populației localității Dolînivka era vorbitoare de ucraineană (99,68%), existând în minoritate și vorbitori de alte limbi.